# New Year's Day
«New Year's Day» — четвертий сингл шостого студійного альбому американської поп-співачки Тейлор Свіфт — Reputation. В США сингл вийшов 27 грудня 2017 року. Пісня написана та спродюсована Тейлор Свіфт та Джеком Антоноффом.

## Чарти
| Чарт (2017-18)                            | Місце |
| ----------------------------------------- | ----- |
| Belgium (Ultratop 50 Flanders) (Фландрія) | 33    |
| Canada Country (Billboard)                | 50    |
| US Hot Country Songs (Billboard)          | 33    |
| US Country Airplay (Billboard)            | 41    |

## Історія релізів
| Країна | Дата              | Формат       | Лейбл       | Виноски |
| ------ | ----------------- | ------------ | ----------- | ------- |
| США    | 27 листопада 2017 | Кантрі радіо | Big Machine | [ 4 ]   |